# Zizhi Tongjian
El Zizhi Tongjian es una obra de referencia pionera en la historiografía china, publicada en 1084, en forma de crónica.
En 1065, el emperador Song Yingzong designó al historiador Sima Guang (1019-1086) para liderar, con otros estudiosos (como Liu Shu, Liu Ban y Fan Zuyu), la elaboración de una historia universal de China.
La tarea tardó 19 años en ser completada y, en 1084, se presentó al sucesor del emperador Song Shenzong.
Los registros Zizhi Tongjian de historia china abarcan un periodo de 403 a. C. al 959 d. C., cubriendo 16 dinastías y extendiéndose a lo largo de casi 1400 años.
Contienen 294 volúmenes y unos 3 millones de caracteres chinos.
Literalmente el nombre significa ‘espejo extenso de ayuda al Gobierno’ 
- En chino tradicional: 資治通鑑,
- En chino simplificado: 资治通鉴,
- En pinyin: Zizhi Tongjian,
- En Wade-Giles: Tzu-chih unjo-chien